# Episodi di China, IL (terza stagione)
La terza stagione della serie animata China, IL, composta da 10 episodi, è stata trasmessa negli Stati Uniti da Adult Swim dal 5 aprile 2015 al 14 giugno 2015.
In Italia la stagione è inedita.
| nº | Titolo originale    | Prima TV USA   |
| -- | ------------------- | -------------- |
| 1  | A Gentleman's Bet   | 5 aprile 2015  |
| 2  | Best Face Forward   | 12 aprile 2015 |
| 3  | Charlize            | 19 aprile 2015 |
| 4  | Crow College        | 26 aprile 2015 |
| 5  | Bi-Topping-Ality    | 3 maggio 2015  |
| 6  | Parent's Day        | 10 maggio 2015 |
| 7  | Displays of Manhood | 17 maggio 2015 |
| 8  | Life Coaches        | 31 maggio 2015 |
| 9  | Gummie World        | 7 giugno 2015  |
| 10 | Magical Pet         | 14 giugno 2015 |

## A Gentleman's Bet
- Diretto da: Griffith Kimmins
- Scritto da: Brad Neely

### Trama
Frank e Steve fanno una scommessa che coinvolge i loro studenti, mentre Pony e Baby Cakes vengono catturati in un think tank.
- Ascolti USA: telespettatori 1.522.000 – rating/share 18-49 anni.[2]

## Best Face Forward
- Diretto da: Angelo Hatgistavrou
- Scritto da: Brad Neely

### Trama
L'ano di Frank impara a parlare e diventa rapidamente un cabarettista famoso in tutto il mondo. Nel frattempo Steve viene irretito in una trappola di fratelli bianchi.
- Ascolti USA: telespettatori 1.443.000 – rating/share 18-49 anni.[3]

## Charlize
- Diretto da: Griffith Kimmins
- Scritto da: Brad Neely

### Trama
Steve, Frank e Baby Cakes creano una band per ottenere finalmente l'attenzione della celebrità più belle di tutto il mondo. Nel frattempo, Pony accetta di avere un rapporto sessuale con Frank.
- Ascolti USA: telespettatori 1.128.000 – rating/share 18-49 anni.[4]

## Crow College
- Diretto da: Angelo Hatgistavrou
- Scritto da: Brad Neely

### Trama
I corvi hanno sviluppato l'intelligenza di un bambino di quattro anni e il Preside pianifica un loro omicidio.
- Ascolti USA: telespettatori 1.411.000 – rating/share 18-49 anni.[5]

## Bi-Topping-Ality
- Diretto da: Angelo Hatgistavrou
- Scritto da: Brad Neely

### Trama
Il Sindaco vieta di mangiare acciughe nel campus. Nel frattempo Trump's Kid si unisce all'università come nuovo studente.
- Ascolti USA: telespettatori 1.166.000 – rating/share 18-49 anni.[6]

## Parent's Day
- Diretto da: Griffith Kimmins
- Scritto da: Brad Neely

### Trama
Studenti, personale e parenti decidono di fare festa nel campus. Baby Cakes cerca nel frattempo di riunire i loro genitori.
- Ascolti USA: telespettatori 1.363.000 – rating/share 18-49 anni.[7]

## Displays of Manhood
- Diretto da: Griffith Kimmins
- Scritto da: Brad Neely

### Trama
Frank dimostra la sua mascolinità sfidando una leggenda della boxe ad un incontro. Intanto, Baby Cakes e Pony combattono in un gioco di Dungeons and Dragons.
- Ascolti USA: telespettatori 1.016.000 – rating/share 18-49 anni.[8]

## Life Coaches
- Diretto da: Angelo Hatgistavrou
- Scritto da: Brad Neely

### Trama
Steve, Frank, Pony e Baby Cakes diventano life coach l'uno per l'altro.
- Ascolti USA: telespettatori 1.309.000 – rating/share 18-49 anni.[9]

## Gummie World
- Diretto da: Angelo Hatgistavrou
- Scritto da: Brad Neely

### Trama
Steve e Baby Cakes si arricchiscono utilizzando una stampante 3D per creare oggetti di uso quotidiano con caramelle gommose. Mentre Frank si innamora di un pelo pubico, Pony sospetta che Sammy sia colpevole di aver causato problemi a Kim.
- Ascolti USA: telespettatori 1.276.000 – rating/share 18-49 anni.[10]

## Magical Pet

Frank Smith durante il musical.

- Diretto da: Griffith Kimmins
- Scritto da: Brad Neely

### Trama
Frank canta una canzone sul desiderio di avere una ragazza e Pony pensa di aver bisogno di parlare con suo fratello. Steve non pensa che sarà di grande aiuto, tuttavia Frank finisce per cantare un'altra canzone sul fatto che potrebbe esserci qualche problema in lui. Baby Cakes desidera un animale da compagnia "come tutte le Principesse Disney" e lo dice a Pony e agli altri professori. Nel frattempo, Frank vuole andare a donne e dopo aver cercato di avere un rapporto sessuale con la sua vicina, pensa che sia rifiutato a causa della sua calvizie. Più tardi al negozio di animali, Baby Cakes e suo padre stanno cercando un animale da compagnia, tuttavia Cakes non è contento della selezione poiché nessuno di loro sembra magico. Frank decide di andare in una farmacia asiatica e dopo aver parlato del suo problema col proprietario Gizmo, riesce a trovare una soluzione alla calvizie, facendosi crescere i capelli. Nel frattempo, Pony e Steve hanno contemporaneamente un appuntamento e scoprono di essere usciti rispettivamente con un ciclope di nome Clint e una creatura mezza donna mezza capra di nome Barbara. Mentre Frank è completamente ricoperto di capelli a causa del ricostituente, Pony e Steve fanno una scommessa su chi lascerà per primo il loro accompagnatore. Ancora alla ricerca di un animale magico, Lenny Cakes si dirige verso un laboratorio gestito dal Preside che li ospiterebbe. Tra gli altri, Lenny vede un gorilla malinconico chiamato Keko capace di cantare e decide di portarlo a casa, tuttavia Baby Cakes non è impressionato dalle sue capacità. Il nuovo aspetto di Frank fa colpo sulla sua vicina Cindy, tuttavia il ricostituente fa sì che Frank assuma l'aspetto di un "Bigfoot" e deve rimanere in incognito per una settimana fino a quando l'effetto non svanisce.
Frank si dirige nel bosco e  si imbatte in un gruppo di altri "Bigfoot" che soffrono tutti degli stessi effetti collaterali delle pillole per capelli. Si scopre che le pillole sono responsabili delle leggende del folklore riguardanti il Bigfoot e lo Yeti, rivelando che in realtà sono solo un gruppo di ragazzi che aspettano che gli effetti svaniscano. Mentre Baby Cakes è tenuto in vita artificialmente a causa del fatto che non riesce ad avere un animale magico,  Pony continua la sua scommessa con Steve. Lenny Cakes si dirige nel bosco e trova Frank. Dopo aver parlato con lui, i due decidono di fare un patto per farlo restare al fianco di Baby Cakes fino a quando l'effetto delle pillole non svanisce e Baby Cakes lo adora, a tal punto da riportare Koko al laboratorio. Intanto si scopre che Barb e Clint avevano una relazione e la scommessa di Pony e Steve salta. Quando il Preside ha intenzione di trasformare Keke in un sottoprodotto a base di petrolio, Baby Cakes e Frank vanno in suo soccorso, riuscendo a salvare il gorilla. Il gruppo riporta Keke nella natura selvaggia, decidendo di libere il gorilla.
- Ascolti USA: telespettatori 1.059.000 – rating/share 18-49 anni.[11]